# Sigogne
Sigogne ist eine französische Gemeinde mit 965 Einwohnern (Stand: 1. Januar 2022) im Département Charente in der Region Nouvelle-Aquitaine (vor 2016: Poitou-Charentes); sie gehört zum Arrondissement Cognac und zum Kanton Jarnac. Die Einwohner werden Sigognois genannt.

## Geographie
Sigogne liegt etwa 14 Kilometer ostnordöstlich von Cognac. Nachbargemeinden von Sigogne sind Courbillac im Norden, Mareuil im Norden und Nordosten, Rouillac mit Plaizac im Nordosten, Vaux-Rouillac im Osten, Foussignac im Südosten, Les Métairies im Süden und Südwesten, Chassors im Westen und Südwesten, Réparsac im Westen sowie Houlette im Nordwesten.

## Bevölkerungsentwicklung
| Jahr                       | 1962 | 1968 | 1975 | 1982 | 1990 | 1999 | 2006 | 2017 |
| Einwohner                  | 930  | 950  | 914  | 883  | 946  | 896  | 1003 | 992  |
| Quellen: Cassini und INSEE |      |      |      |      |      |      |      |      |

## Sehenswürdigkeiten
- Kirche Saint-Martin aus dem 12./13. Jahrhundert, seit 1957 Monument historique
- Haus Rulle

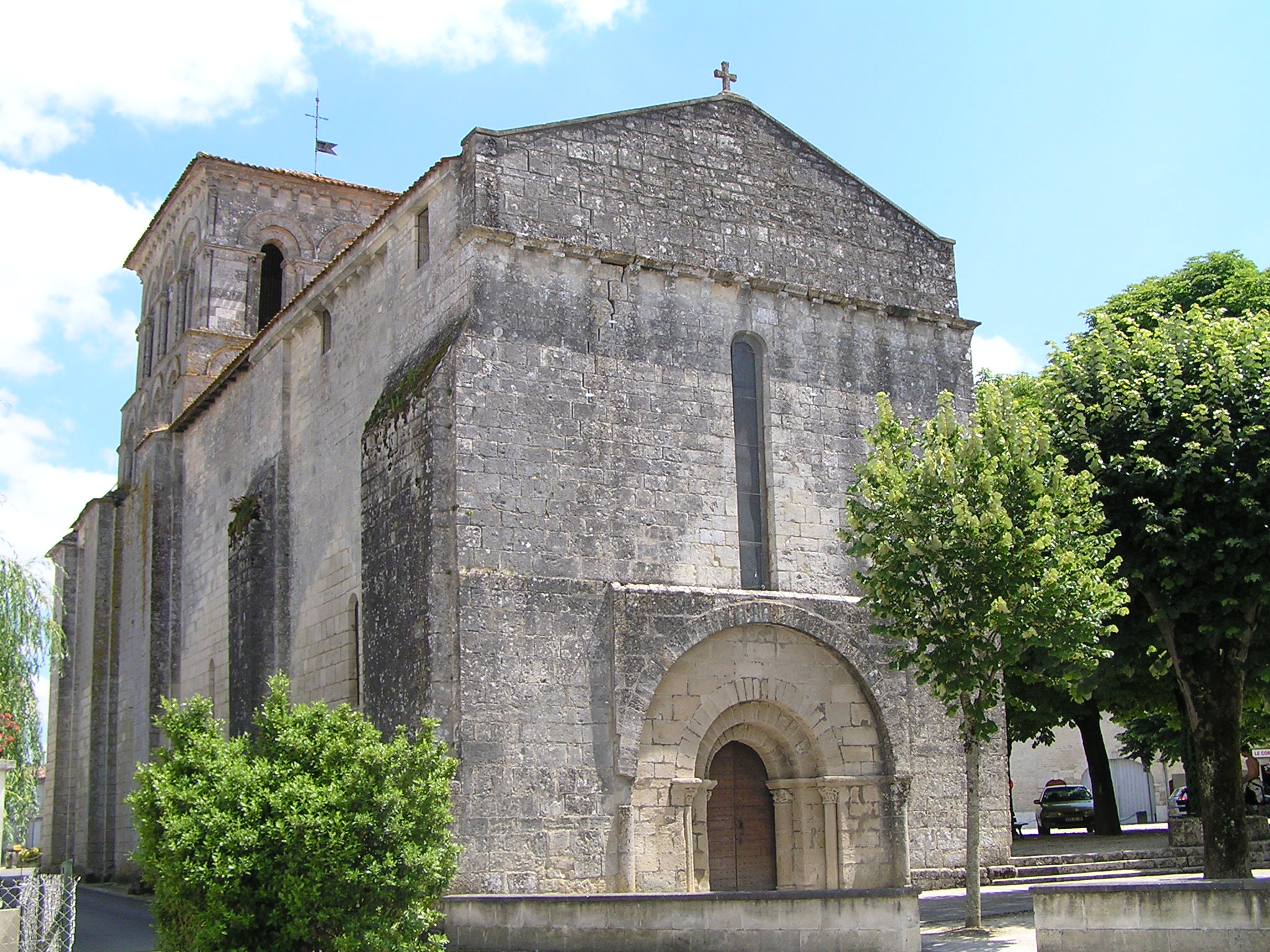
Kirche Saint-Martin
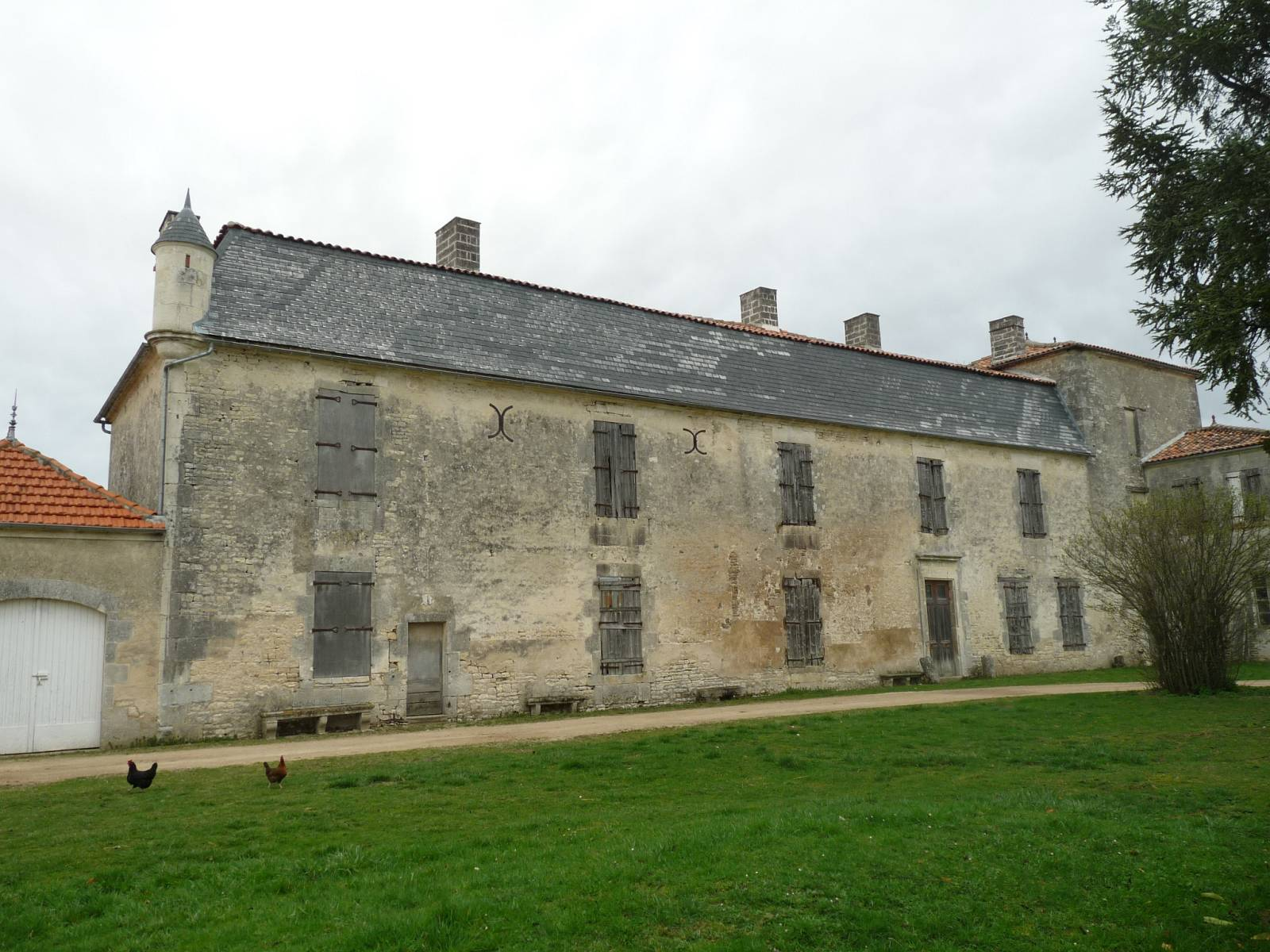
Haus Rulle